# Tethering

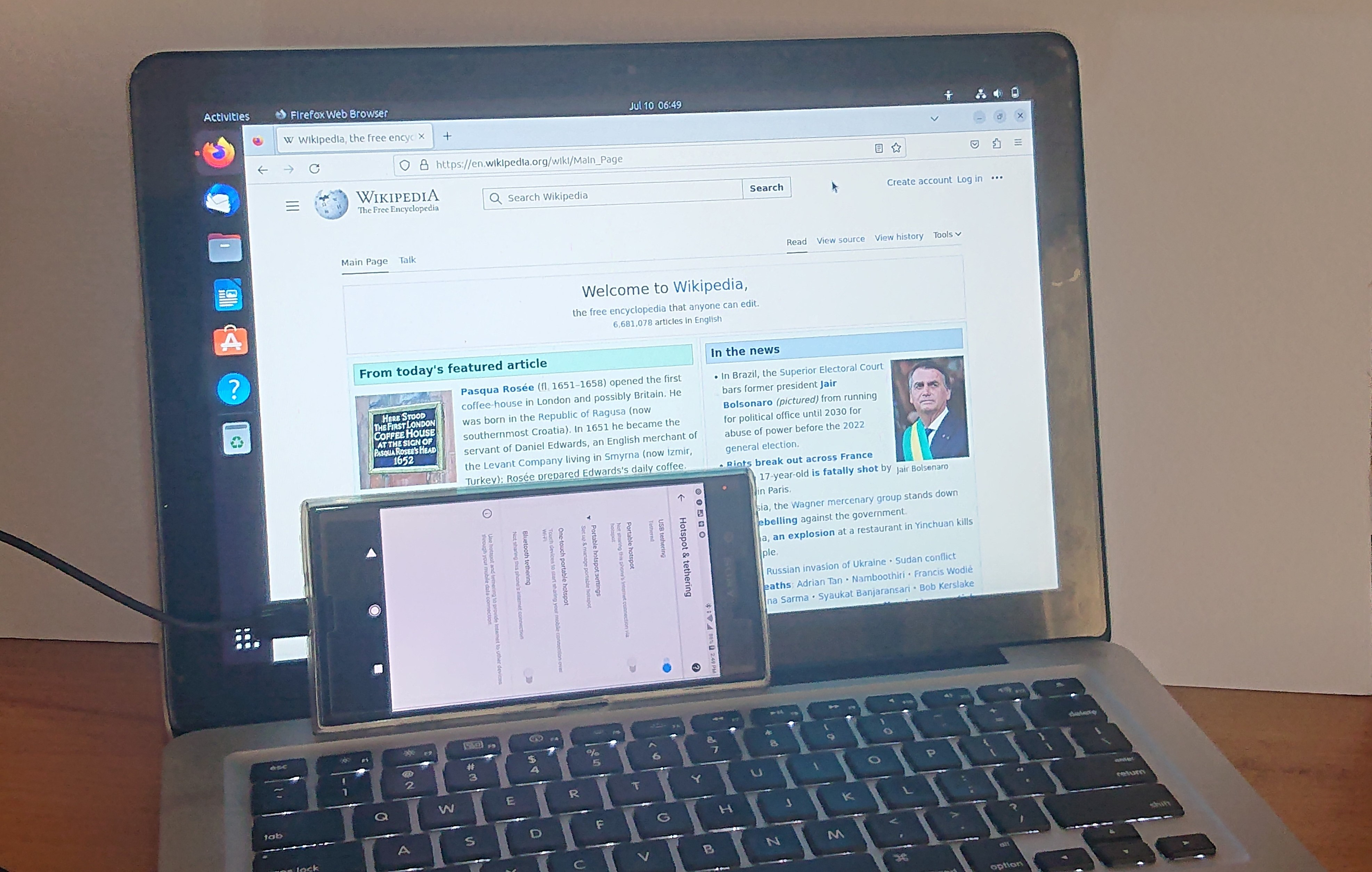
Notebook conectada a internet mediante un teléfono móvil.

Se denomina anclaje a red o tethering al proceso por el cual un dispositivo móvil con conexión a Internet actúa como pasarela para ofrecer acceso a la red a otros dispositivos, cualesquiera que estos sean, asumiendo dicho dispositivo móvil un papel similar al de un módem o enrutador inalámbrico. Esto se puede realizar mediante una conexión LAN inalámbrica (Wi-fi), Bluetooth o mediante un cable, como el USB. Este método puede ser utilizado para permitir el acceso a internet a un dispositivo, como para ahorrar dinero mediante el anclaje a una conexión de tarifa plana.
Muchos dispositivos móviles están equipados con software para ofrecer acceso a Internet a través de anclaje a red.

## USB y Bluetooth
BlackBerry también permite compartir la conexión de datos del dispositivo con cualquier ordenador portátil utilizando el cable USB que conecta el celular al ordenador (y el software BlackBerry Desktop) o vía Bluetooth estableciendo *99# como número para el marcado en la configuración del BlackBerry módem que aparecerá en nuestro equipo.
También esto se puede realizar en teléfonos inteligentes Nokia con Symbian OS 9.2 fp1 con una Aplicación llamada Joikuspot. (Como por ejemplo en un Nokia N95, Nokia 5800 y Nokia E71) así como con el HTC Magic (SO Android) con una aplicación llamada Azilink. Para dispositivos con Windows Mobile versión 5 o 6 existe WMVifirouter.
Algunos equipos Nokia con Symbian 40 (5610 XpressMusic y 3120 Classic), S60 (5800 XpressMusic), Symbian 3 (Nokia N8) o posteriores poseen incluidas (en su sistema operativo) las opciones que permiten conectarse a las redes 3G y 3.5G a través de Bluetooth o cable USB.

## Android
El sistema operativo Android soporta esta característica desde la versión 2.2 Froyo. Anteriormente se podía usar en dispositivos rooteados mediante el uso de la aplicación iptables de Linux. Asimismo, para los teléfonos con sistema Android anterior y sin necesidad de utilizar el rooting, se pueden descargar aplicaciones desde Google Play, como PdaNet o EasyTether, de forma que a través del cable USB, se puede tener acceso a Internet desde el ordenador personal.
A partir de la versión 2.3 Gingerbread este SO permite también compartir la conexión a internet del dispositivo de manera nativa vía USB y también por WiFi, convirtiendo un teléfono inteligente en un ruteador inalámbrico de bolsillo, dando servicio de 1 a 5 equipos de manera inalámbrica. Dentro del menú de configuración, en conexiones inalámbricas, nos muestra la opción Mobile AP o Anclaje de red (en versiones más actuales, Zona Wifi y Módem USB), donde nos permite seleccionar qué modo queremos usar, para el caso del modo WiFi se permite establecer los parámetros de nuestra red inalámbrica, como el nombre de la red (SSID), tipo de encriptación y contraseña.

## En fotografía
El tethering también es un término utilizado en fotografía profesional a la hora de controlar la cámara de fotos por medio del ordenador. Esta sincronización de ambos dispositivos resulta muy útil, ya que acelera y simplifica el flujo de trabajo.